# LIM-49 Spartan

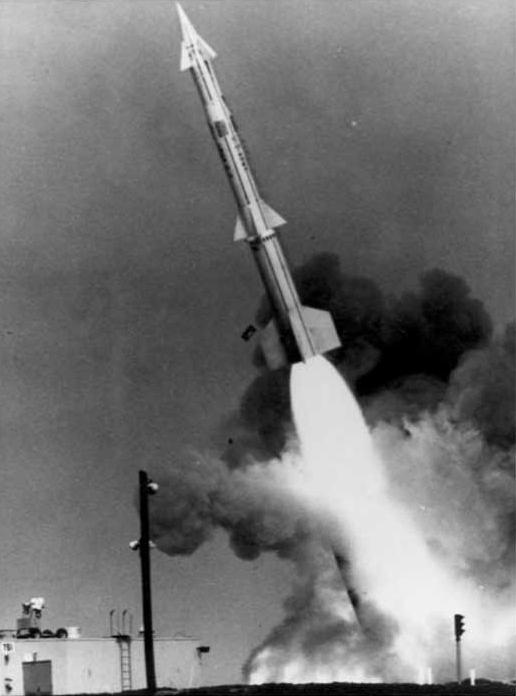
LIM-49 Spartan

Die LIM-49 Spartan war ein von McDonnell Douglas entwickelter Flugkörper zur Abwehr von ballistischen Interkontinentalraketen. Die von der US-Army eingesetzte Anti-Ballistic Missile gehörte somit zu den ABM-Systemen.
Eine Besonderheit der Nike Zeus/Spartan war, dass sie einen nuklearen Gefechtskopf trug. Der Vorteil des Nuklearsprengkopfes war, dass man aufgrund des großen Wirkungsradius das Ziel nicht wie bei konventionellen Sprengköpfen direkt treffen musste. Allerdings treten bei Kernwaffenexplosionen in großer Höhe starke elektromagnetische Impulse auf, welche zu Störungen bei elektronischen Geräten (wie Computern) führen. Dies schränkte die Einsatzmöglichkeiten der LIM-49 stark ein.

## Geschichte und Varianten

### Nike Zeus A
Bei der Nike Zeus A (ursprünglich als „Improved Nike Hercules“ bezeichnet) handelte es sich um eine direkte Weiterentwicklung der Nike Hercules, wobei sowohl die wesentlichen Komponenten des Flugkörpers als auch die Radar- und Bodeninstallationen übernommen wurden. Die Zeus A verwendete auch weiterhin den nuklearen W-31-Gefechtskopf der Nike Hercules. Durch die Verwendung eines neu entwickelten schubstärkeren Feststoffboosters sowie größeren Flossen am Flugkörper konnten Geschwindigkeit und Reichweite erhöht werden, wobei die Gipfelhöhe jedoch fast unverändert blieb. Dadurch eignete sich das System zwar für die Abwehr schnell- und hochfliegender Bomberverbände, konnte jedoch nur sehr beschränkt gegen ballistische Raketen eingesetzt werden.
Der Erstflug in der endgültigen Konfiguration fand im März 1960 statt. Allerdings wurde das Programm kurz darauf endgültig eingestellt, wobei die gewonnenen Erkenntnisse und Technologien in das Zeus-B-Programm überführt wurden.

### Nike Zeus B (XLIM-49A)
Schon mit dem Start von Sputnik 1 im Jahr 1957 zeigte sich, dass die Leistungsparameter des Zeus-A-Systems nicht mehr den Erfordernissen entsprachen und dieses kaum noch Wachstumspotential besaß. Da in der Folge des sogenannten Sputnikschocks auch eine Direktive des US-Verteidigungsministeriums aufgehoben wurde, die der US-Army nur den Besitz vom Flugkörpern mit einer Reichweite von maximal 320 km gestattete, konzentrierte sich die Entwicklung schon bald auf einen echten exoatmosphärischen Abfangflugkörper.
Die Nike Zeus B war ein neu entwickelter zweistufiger Flugkörper in Verbindung mit dem bereits in der Zeus A erprobten TX-135-Feststoffbooster. Die Bodeninstallationen und das Steuerungssystem wurden ebenfalls von der Nike Hercules übernommen. Da der Flugkörper im außeratmosphärischen Raum operieren sollte, wurde auf große Flossen verzichtet, dafür kam eine zusätzliche Drittstufe zum Einsatz.
Der Erstflug in der dreistufigen Konfiguration erfolgte im September 1961. Im Juli 1962 gelang es erstmals, mit dem Wiedereintrittskörper einer „Atlas“-ICBM ein ballistisches Ziel abzufangen. Im Mai 1963 folgte dann von Kwajalein aus das Abfangen eines Satelliten in einem 200-km-Orbit. In der Folge standen auf Kwajalein bis zum Juni 1966 Zeus-B-Systeme mit scharfen nuklearen Gefechtsköpfen in Bereitschaft, die im Bedarfsfall gegen sowjetische Satelliten eingesetzt werden sollten.

### Nike Zeus EX (LIM-49A Spartan)
Die Nike Zeus B verwendete für Zielerfassung und Steuerung weiterhin die mechanischen Radareinrichtungen der Nike Hercules mit deren Einschränkungen. So konnte weiterhin nur jeweils ein Ziel erfasst und bekämpft werden, was die Effektivität des Systems stark reduzierte. Außerdem waren die oberirdisch liegenden Startanlagen selbst durch Angriffe gefährdet. Daraufhin wurde beschlossen, das ganze System dahingehend zu überarbeiten, dass zukünftig einerseits Phased-Array-Radargeräte mit elektronischer Strahlschwenkung zum Einsatz kommen und die Raketen andererseits aus unterirdischen Silos gestartet werden sollten. Dieses Programm lief unter der Bezeichnung „Nike Zeus EX“.
Im Rahmen dieser Überarbeitung wurden auch Erst- und Zweitstufe des Flugkörpers durch schubstärkere Varianten ersetzt. Dadurch konnten Reichweite und Gipfelhöhe fast verdoppelt werden. Der thermonukleare W-51-Gefechtskopf wurde durch einen W-71-Gefechtskopf mit einem TNT-Äquivalent von 5 Mt ersetzt. Damit war es nun möglich, ballistische Raketen weit außerhalb der Atmosphäre abzufangen. Im Jahr 1967 wurde mit Western Electric und McDonnell Douglas als Subauftragnehmer ein Vertrag über die Fertigung der nun LGM-49A Spartan genannten Systeme abgeschlossen.

### Technische Daten
| Datenübersicht der Varianten | Datenübersicht der Varianten    | Datenübersicht der Varianten      | Datenübersicht der Varianten                                                                         |
| Index                        | Nike Zeus A                     | Nike Zeus B XLIM-49A              | Nike Zeus EX LIM-49A Spartan                                                                         |
| ---------------------------- | ------------------------------- | --------------------------------- | --- |
|                              | Nike Zeus A                     | Nike Zeus B (XLIM-49A)            | LIM-49A Spartan Identifikationsmerkmal: LIM-49A-Erst- und Zweitstufe haben den gleichen Durchmesser. |
| Grunddaten                   |                                 |                                   | |
| Funktion                     | Anti-Raketen-Rakete             | Anti-Raketen-Rakete               | Anti-Raketen-Rakete                                                                                  |
| Hersteller                   | Western Electric                | Western Electric                  | Western Electric / McDonnell Douglas                                                                 |
| Erstflug                     | März 1960                       | September 1961                    | März 1968                                                                                            |
| Entwicklung                  | ab 1955                         | ab 1957                           | ab 1967                                                                                              |
| Weitere Leistungsmerkmale    |                                 |                                   | |
| Triebwerk                    |                                 |                                   | |
| 1. Stufe                     | Feststoffbooster Thiokol TX-135 | Feststoffbooster Thiokol TX-135   | Feststoffbooster Thiokol TX-500                                                                      |
| 2. Stufe                     | Feststofftriebwerk „Zeus A“ (?) | Feststofftriebwerk Thiokol TX-238 | Feststofftriebwerk Thiokol TX-454                                                                    |
| 3. Stufe                     | –                               | Feststofftriebwerk Thiokol TX-239 | Feststofftriebwerk Thiokol TX-239                                                                    |
| Gefechtsgewicht              | 4.980 kg                        | 10.350 kg                         | 13.100 kg                                                                                            |
| Länge                        | 13,50 m                         | 14,73 m                           | 16,80 m                                                                                              |
| Durchmesser                  | 0,91 m                          | 0,91 m                            | 1,09 m                                                                                               |
| Flügelspannweite             | 2,98 m                          | 2,44 m                            | 2,98 m                                                                                               |
| Geschwindigkeit              | > Mach 4                        | > Mach 4                          | > Mach 4                                                                                             |
| Reichweite                   | 320 km                          | 400 km                            | 740 km                                                                                               |
| Dienstgipfelhöhe             | 50 km                           | 280 km                            | 560 km                                                                                               |
| Gefechtskopf                 | W-31 (nuklear, 20 kt)           | W-50 (thermonuklear, 400 kt)      | W-71 (thermonuklear, 5 Mt)                                                                           |
| Zielerkennung                | radargeführte Kommandolenkung   | radargeführte Kommandolenkung     | radargeführte Kommandolenkung                                                                        |
| Auslöser                     | Funkkommando                    | Funkkommando                      | Funkkommando                                                                                         |
| Waffenplattformen            | ortsfeste Raketenstellung       | ortsfeste Raketenstellung         | ortsfeste Raketenstellung                                                                            |
| Listen zum Thema             |                                 |                                   | |

## Stationierung und Ende des Programmes
Im Rahmen des Safeguard-Programms erfolgte der Aufbau einer „Stanley R. Mickelsen Safeguard Complex“ genannten ABM-Stellung bei Nekoma, North Dakota, welche die Minuteman-Basis nahe der Grand Forks Air Force Base schützen sollte. Dieser Komplex beinhaltete 30 Spartan- und 70 Sprint-Raketen, die dazugehörigen Überwachungsradaranlagen waren bei Cavalier, North Dakota, stationiert. Allerdings wurde das Safeguard-Projekt vom US-amerikanischen Kongress im Zuge der SALT I-Verhandlungen und aus Kostengründen beendet und so die Schließung der ABM-Stellung bereits einen Tag nach ihrer offiziellen Inbetriebnahme am 1. Oktober 1975 beschlossen, was schließlich im April 1976 erfolgte.

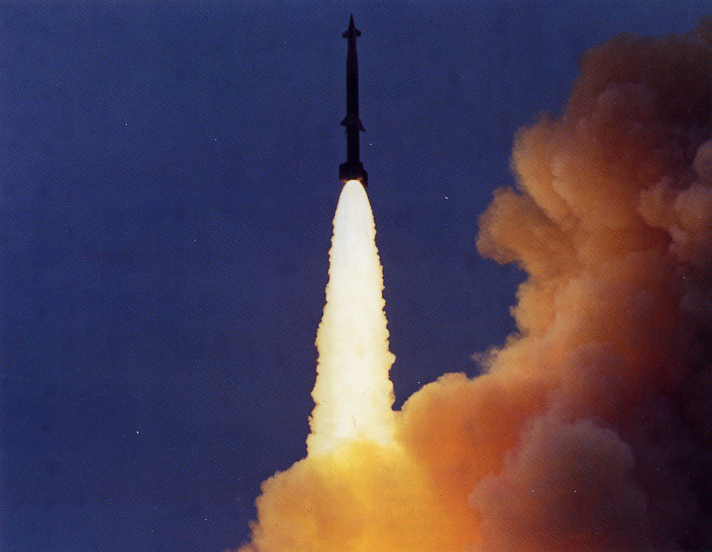
Start einer LIM-49 „Spartan“
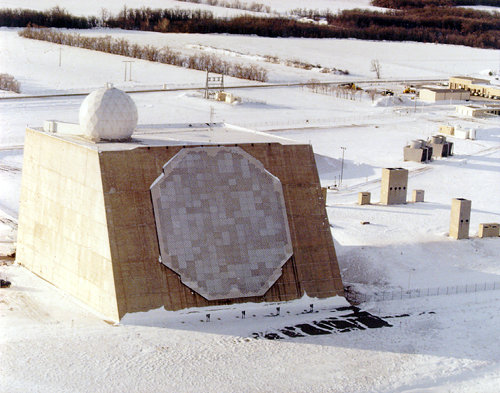
„Safeguard“-Überwachungsradar bei Cavalier
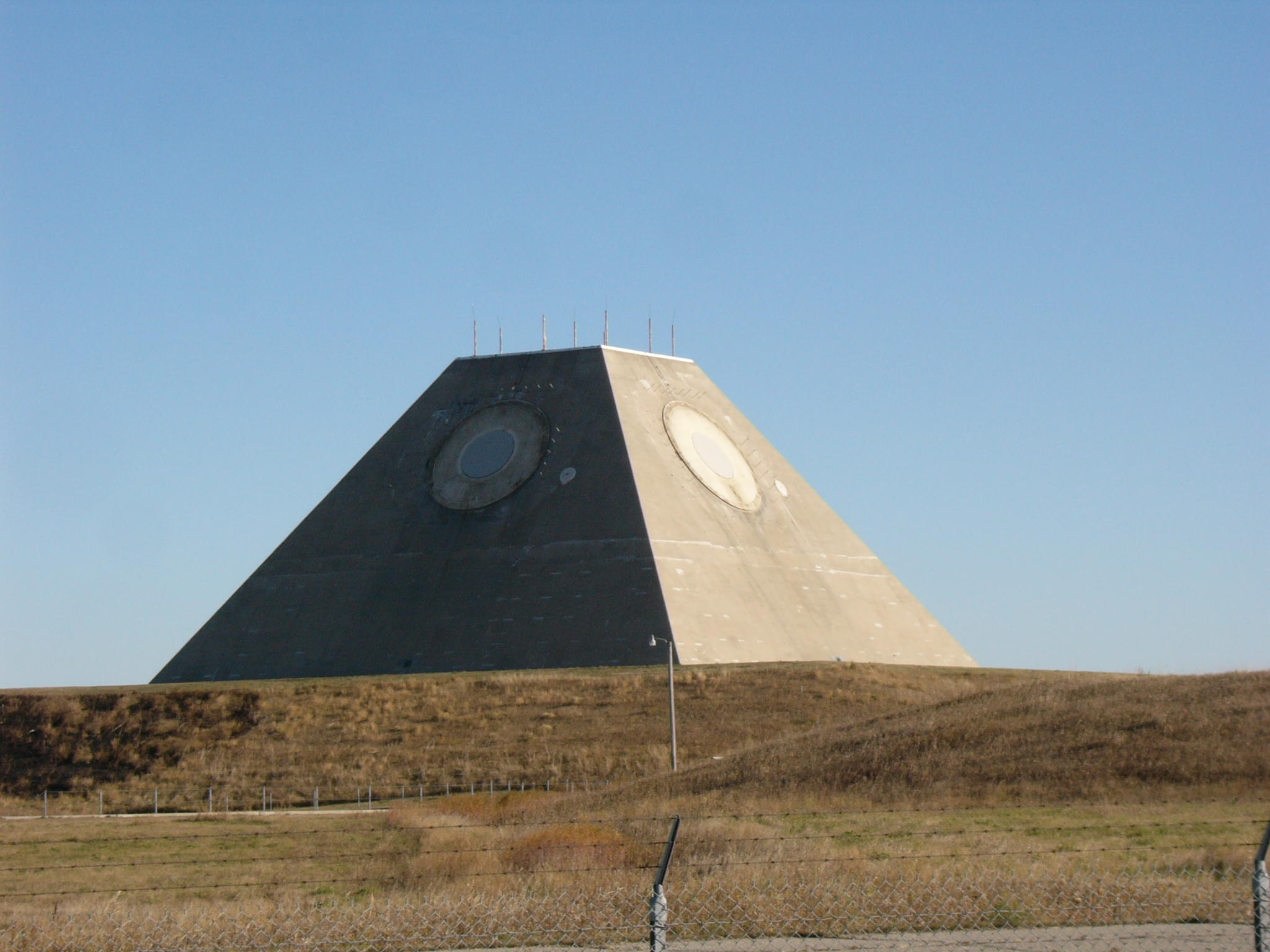
„Safeguard“-Zielverfolgungs- und Feuerleitradar